# 高根島村
高根島村（こうねじまむら）は、1944年（昭和19年）まで広島県豊田郡にあった村。一島で一村を形成していたが、瀬戸田水道を挟んで隣り合う瀬戸田町と合併して、新たな瀬戸田町となり、地方自治体としての歴史を閉じた。瀬戸田町はのちに平成の大合併の際に尾道市に編入合併しており、現在は尾道市の西端にあたる。
下記以外の事項は高根島を参照。

## 沿革
以下は村行政としての沿革に絞っている。地域の歴史については高根島の記事を参照。
- 1889年（明治22年）4月1日、町村制の施行により、豊田郡高根島村が単独で村制施行し、高根島村が発足[2][3]。
- 1944年（昭和19年）1月1日、豊田郡瀬戸田町、名荷村、北生口村と合併し、瀬戸田町が存続して廃止された[2][3]。

## 産業
- 農業、養鶏、養蚕、果樹[2]